# 侍御史
侍御史（じぎょし）は、中国の秦代以降におかれた官職である。主に監察・弾劾をつかさどった。

## 秦
侍御史は秦の時代に置かれた。

## 前漢
秦の制度を受け継いだ前漢においては、御史大夫の二人の丞（副官）のうちの一人である御史中丞に統率され、定員15人であった。公卿の上奏を受領し、内容を調べて弾劾した。天子のもとに侍して、皇宮・宮城内・畿内を監督した。侍御史には繡衣直指という、武帝により置かれた大事件や討伐の際にのみ任命され、地方に派遣されて獄を治める職もあった。

## 後漢
後漢では秩禄六百石で、治書侍御史2人と侍御史15人が御史台に居て御史中丞に率いられた。治書侍御史は法律に明るい者が任命され、天下より上がってくる判断に苦しむ事例を法律に照らして是非を決めた。侍御史は不法を弾劾し、公卿の上奏を受領し、内容を調べて違反があれば弾劾した。宮殿内の儀礼を監督する者は、殿中侍御史と称せられた。群臣が集まる祭祀や朝会の際には、2人が群臣の儀礼を監視し、違反があれば弾劾した。『宋書』百官志によると漢においては職掌により五曹に分かれていた。

## 魏晋南北朝
魏・晋以降も存続し、曹はしばしば増減、改廃された。定員は魏においては8人、晋では9人、南朝宋では10人だった。また魏は殿中において違法を摘発する殿中侍御史2人を置いた。『宋書』によると六品官であった。

## 唐より以降
それ以降の王朝でも官僚の監察・弾劾を職務とする官として存続し、唐・宋代には台院と呼ばれ、殿中侍御史（殿院）、監察御史（察院）とともに、三台と称せられた。元代になると、中央だけでなく、行台にも侍御史が設置された。明代には、三台のうち察院のみが存続し、侍御史は廃止された。